# Konec šikany ve Springfieldu
Konec šikany ve Springfieldu (v anglickém originále Bye, Bye, Nerdie) je 16. díl 12. řady (celkem 264.) amerického animovaného seriálu Simpsonovi. Scénář napsali John Frink a Don Payne a díl režírovala Lauren MacMullanová. V USA měl premiéru dne 11. března 2001 na stanici Fox Broadcasting Company a v Česku byl poprvé vysílán 19. listopadu 2002 na stanici ČT1.

## Děj
Na Springfieldské základní škole se Líza pokouší spřátelit s novou dívkou Francine, ale Francine, která je mnohem větší a tvrdší než Líza, ji udeří do obličeje a způsobí jí vážný monokl. Ani pokus o společný zájem o Malibu Stacy nefunguje, protože se ukáže, že panenka, kterou má Francine, patří Líze a Francine ji zničí. Líza se pokusí najmout školní rváče – Nelsona a jeho kamarády Jimba, Dolpha a Kearneyho –, aby ji chránili, ale ti odmítnou, protože dívky se perou špinavěji než chlapci a chlapci bývají náchylnější k zamilovanosti. Je na Líze, aby sama vyšetřila, proč se Francine zaměřuje na ni a na šprty. 
Mezitím se Homer začne obávat, že by Maggie mohla zemřít, když se dotkne věcí, které jsou pro ni nebezpečné. Je znepokojen, když se od prodavačky dětských pojistek dozví, kolik stojí izolace jeho domu. V důsledku toho zahájí vlastní výpravu za dětskou ochranou, prodává levné, ale bezpečné a účinné výrobky a učiní Springfield bezpečným pro děti. To však způsobí, že obchod spojený s dětskými úrazy ve Springfieldu upadá. Homer se cítí špatně, že kvůli němu lidé, jako jsou pediatři, přicházejí o práci, a nabádá děti, aby se zranily, a zachránily tak kariéru pediatrů. 
Poté, co si Líza uvědomí, že Francine ji na koupališti nezmlátila proto, že měla na nose kolíček, provede vědecký výzkum šprtů a zjistí, že zápach jejich feromonu s názvem poindextrosa přitahuje šikanující osoby, jako je Francine, což dokazuje, že jak šprti, tak šikanující osoby mají predispozice k tomu, jací jsou. Líza pak testuje poindextrosu získanou ze šprtů na slavném boxerovi Dredericku Tatumovi tak, že mu ji dá na oblečení, když navštíví školu. To způsobí, že Nelson začne Tatuma nekontrolovatelně mlátit pěstí. Líza předvede svůj experiment na vědecké konferenci profesora Frinka „12. ročník velké vědecké věci“, přičemž použije protilátku na sobě a Francine se k ní chová mírumilovně a přátelsky, nicméně protilátka je jen salátový dresink, který překryje zápach poindextrosy. Publikum je ohromeno a Líza je za svůj výzkum odměněna dárkovým poukazem od společnosti J. C. Penney. Salátová zálivka však brzy dojde a Francine začne bezdůvodně řádit a zmlátí všechny vědce v místnosti.

## Produkce
Díl napsali John Frink a Don Payne a jde o první epizodu seriálu režírovanou Lauren MacMullanovou, která se ke štábu Simpsonových připojila po zrušení krátkého televizního seriálu Mission Hill, jejž vytvořili bývalí scenáristé a výkonní producenti Simpsonových Bill Oakley a Josh Weinstein a na němž pracovala jako vedoucí režisérka a výtvarnice. V dílu hostovala americká herečka a stand-up komička Kathy Griffinová v roli tyranky Francine. MacMullanová tuto novou postavu sama navrhla a snažila se, aby působila jako profesionální tyranka tím, že s sebou neustále nosila krabici od oběda jako kufřík.
Epizoda původně nesla anglický název Lisa the Bully, protože původní nápad na díl, jejž scenáristé předložili jako první, obsahoval Lízu, která měla Francinina chování plné zuby, a tak se ji pokusila udeřit. Místo toho se však netrefila a omylem udeřila ředitele Skinnera, což mělo za následek, že byla poslána do diagnostického ústavu. Podle vedoucího seriálu Simpsonovi Mika Scullyho se členové štábu při práci na dílu rozhodli, že do něj zahrnou spoustu svých postřehů o tom, jaké to je být novým studentem ve škole. Scully uvedl, že epizoda ukazuje, jak má v reálném životě „chudák nový žák vždycky tak nějak dva zásahy proti sobě už jen proto, že je nový, a ostatní studenti obvykle hledají cokoli, co na něm vnímají jako odlišné nebo divné“.
Podzápletka s dětskými pojistkami Homera byla inspirována případem, kdy Payna a jeho těhotnou ženu navštívil prodejce, aby zjistil, zda je jejich dům bezpečný pro děti, což Payne v rozhovoru pro Star-News komentoval: „Najmete si toho člověka, aby přišel k vám domů a hledal změny, které můžete udělat. Díky němu si připadáte jako nejhorší člověk na světě a tak, že váš dům je chrámem zkázy.“. V epizodě se objevuje scéna založená právě na tomto případu, v níž prodavačka (namluvená Tress MacNeilleovou) prodávající předměty pro ochranu dětí navštíví Homera a Marge a zveličuje nebezpečí v jejich domě. Píseň NRBQ „Always Safety First“ zazní během montáže v dílu, v níž je vidět, jak Homer zlepšuje bezpečnost dětí ve Springfieldu.

## Přijetí
Epizoda byla původně vysílána na stanici Fox ve Spojených státech 11. března 2001. Během tohoto vysílání ji sledovalo přibližně 8,8 milionu domácností. Získal rating 8,7 podle agentury Nielsen, čímž se umístil na dvacátém šestém místě ve sledovanosti v týdnu od 5. do 11. března 2001. Během vysílání díl vidělo 14 % televizních diváků. 18. srpna 2009 vyšla epizoda na DVD jako součást boxu The Simpsons – The Complete Twelfth Season. Členové štábu Mike Scully, Don Payne, Lauren MacMullanová, Tim Long, Ian Maxtone-Graham, Matt Selman, Tom Gammill, Yeardley Smithová a Steven Dean Moore se podíleli na audiokomentáři k této epizodě na DVD a na box setu se objevily i vymazané scény z dílu.
Kritika udělila dílu vesměs pozitivní hodnocení. Colin Jacobson z DVD Movie Guide se vyjádřil, že „ačkoli to neříká mnoho, díl je jednou z lepších epizod 12. řady. Obě zápletky fungují dobře, i když já mám raději tu o ochraně dětí; na konci se sice rozmělní, ale má několik dobrých kousků. Epizoda si udržuje zájem a baví nás.“ Mac McEntire z DVD Verdictu označil za nejlepší moment dílu scénu, v níž si děti představují, co je nový student za člověka.
Ve vydání časopisu Nature z 26. července 2007 zařadila redakce vědeckého časopisu epizodu mezi 10 nejlepších vědeckých momentů v seriálu Simpsonovi a napsala: „Líza izoluje prvek v potu šprtů, který z nich dělá neodolatelný terč pro šikanu. Své údaje prezentuje na konferenci s významnými osobnostmi včetně bývalého generálního chirurga C. Everetta Koopa .“ Na konferenci si profesor Frink získá pozornost publika výkřikem „Pí je přesně tři!“, čímž všechny přiměje k úžasu. Epizodu proto použili matematici Sarah J. Greenwaldová z Appalačské státní univerzity a Andrew Nestler ze Santa Monica College v hodinách matematiky, aby studenty poučili o čísle π.